# Eyvirat
Eyvirat är en kommun i departementet Dordogne i regionen Nouvelle-Aquitaine i sydvästra Frankrike. Kommunen ligger i kantonen Brantôme som tillhör arrondissementet Périgueux. År 2018 hade Eyvirat 287 invånare.

## Befolkningsutveckling
Antalet invånare i kommunen Eyvirat
Referens:INSEE